# Mariel Zagunis

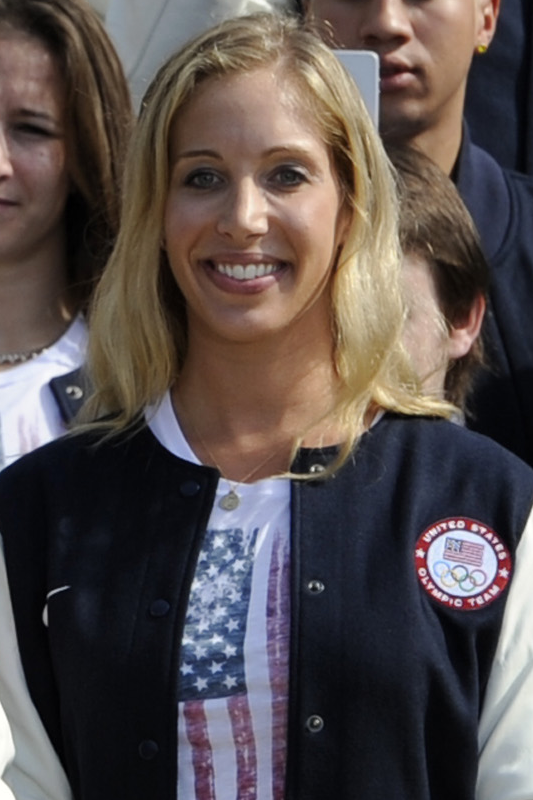
Mariel Zagunis (2012)

Mariel Leigh Zagunis (* 3. März 1985 in Beaverton, Oregon) ist eine US-amerikanische Säbelfechterin und zweifache Olympiasiegerin.
Zagunis’ Eltern Robert Zagunis und Catherine Menges nahmen an den Olympischen Spielen 1976 im Rudern teil. Sie war in den Jahren 2002, 2003 und 2004 Junioren-Weltmeisterin. Bei Weltmeisterschaften im Elitebereich erreichte sie ebenfalls seit 2000 Erfolge. 2000 gewann sie in Budapest Gold mit der Mannschaft, 2004 Silber in New York City. 2005 gewann sie in Leipzig erneut den Titel mit der Mannschaft. Bei der Fechtweltmeisterschaft 2006 wurde Zagunis Vizeweltmeisterin im Einzel- wie auch im Mannschaftswettbewerb. Bei den Weltmeisterschaften 2007 in St. Petersburg kam sie auf Rang fünf im Einzel und Rang sieben mit der Mannschaft. Die Panamerikanischen Meisterschaften in Montreal beendete Zagunis als Dritte, ebenfalls ein Jahr später in Querétaro. Zwischen 2004 und 2007 gewann sie sieben Weltcups und wurde je fünfmal Zweite und Dritte. Im Jahr 2009 gewann Zagunis bei den Weltmeisterschaften in Antalya eine Goldmedaille im Einzel und wurde Panamerika-Meisterin in San Salvador, 2010 holte sie erneut beide Titel in Paris und San José. 2011 war Muriel Zagunis' bisher erfolgreichstes Jahr: sie wurde in Reno (Nevada) Panamerika-Meisterin im Einzel und mit der Mannschaft, gewann bei den Panamerikanischen Spielen in Guadalajara (Mexiko) sowohl Gold im Einzel als auch mit der Mannschaft und erreichte bei den Weltmeisterschaften in Catania eine Silbermedaille im Einzel, nur geschlagen durch Sofja Welikaja, und eine Bronzemedaille mit der Mannschaft. 2012 wurde sie erneut Panamerika-Meisterin in Cancún im Einzel und mit der Mannschaft und erfocht bei den Weltmeisterschaften in Kiew eine Bronzemedaille mit der Mannschaft.
Bei den Olympischen Sommerspielen 2004 in Athen gewann Zagunis die Goldmedaille gegen die Chinesin Tan Xue. Diesen Erfolg wiederholte sie vier Jahre später in Peking, als sie im olympischen Finale ihre Landsfrau Sada Jacobson schlug. Zusätzlich errang die US-amerikanische Mannschaft mit ihr Bronze.
Für die Eröffnungsfeier der Olympischen Sommerspiele 2012 in London wurde Mariel Zagunis zur Fahnenträgerin von Team USA gewählt. Im Einzel erreichte sie den vierten Platz, nachdem sie sich erst der späteren Siegerin Kim Ji-yeon und dann im Gefecht um Bronze Olha Charlan geschlagen geben musste.
2013 gewann Zagunis in Cartagena die Panamerika-Meisterschaften,
bei den Weltmeisterschaften wurde es Bronze mit der Mannschaft. 2014 holte sie bei den Weltmeisterschaften in Kasan Silber im Einzel.